# 纳什维尔国际机场
纳什维尔国际机场（英語：Nashville International Airport）是美国田纳西州首府纳什维尔的机场，是整个州客运量最高的机場。该机场由 22 家航空公司提供服务，每天有 585 班进出港航班，直飞北美和欧洲的 96 個机場 。原名贝里飞行场航空国防基地，为一军用机场，后改民用。

## 歷史

### 起源
纳什维尔的第一个机场是汉普顿机场，一直运营到 1921 年。它被 Hermitage 社区的布莱克伍德机场取代，该机场在 1921 年至 1928 年间运营。美国航空和美国东方航空是第一批服务于纳什维尔的航空公司， 他们当时使用附近的卢瑟福县的天港机场.
到 1935 年，人们意识到需要一个比天港机场更大、更靠近城市的机场，市长希拉里·尤因·豪斯 (Hilary Ewing Howse) 组织了一个公民委员会来选择一个位置。沿 Dixie Parkway（现为 Murfreesboro 路）一块由四个农场组成的 340 英亩（1.4 平方千米）地块被选中，并于 1936 年开始建设，作为该地区首批重大工程进展管理项目之一。该机场于 1936 年 11 月 1 日投入使用，以田纳西州工程进度管理局管理员Harry S. Berry上校，命名。它于 1937 年 6 月隆重开幕，包括游行、飞行表演和驻扎在战场的第 105 航空中队的空中轰炸表演。客运服务于 7 月中旬通过美国航空公司和东方航空公司开始，这两家航空公司都运营道格拉斯 DC-3。新机场有三条沥青跑道、一个三层楼的客运大楼、一个控制塔、两个机库和一个信标，建造成本为 120 万美元。第一年，Berry Field 为 189,000 名乘客提供了服务。

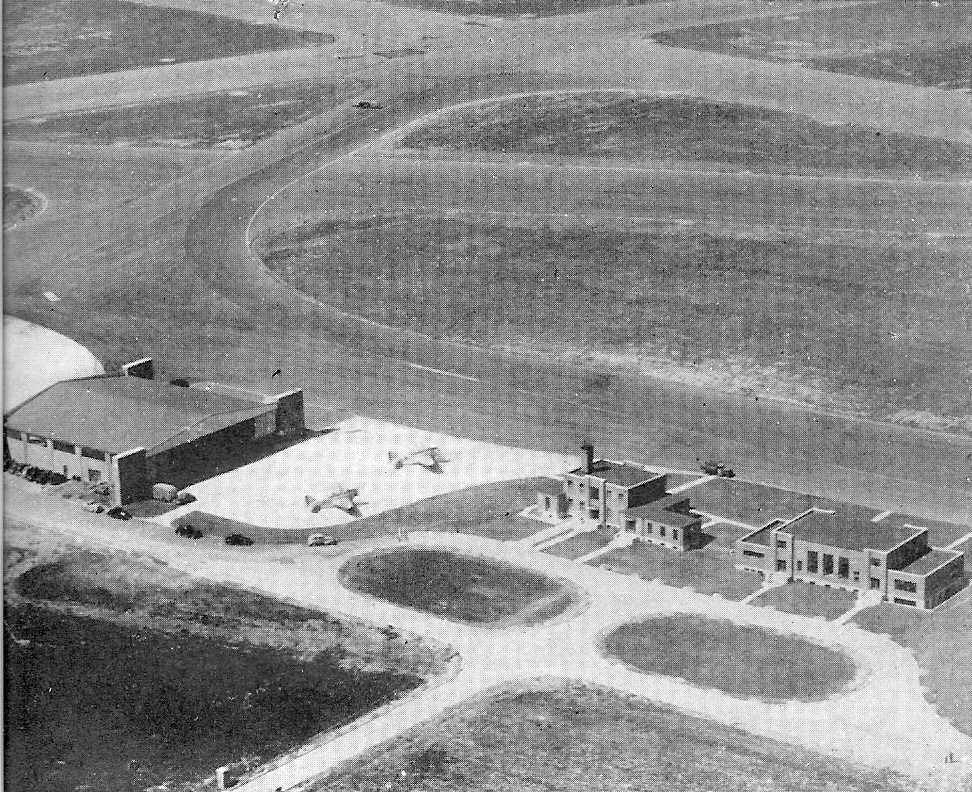
Tennessee National Guard facilities at Berry Field during World War II

二战期间，该机场被美国陆军航空兵航空运输司令部徵用，作为第 4 轮渡司令部的总部，用于将新飞机运往海外。在此期间，联邦政府将机场扩建至 1,500 （6.1 平方英尺）。战争结束时，机场重新控制了城市，还有一些设施用于支持田纳西州国民警卫队的租户单位.
该机场在二战期间被军方扩建，但在 1958 年，城市航空部开始计划扩建和现代化机场。 1961 年，新的 145,000 （,500 13,500 平方英尺）航站楼在 2L 跑道以西的 Briley Parkway 旁开放。 1961 年，美国航空公司 720 / 720B 在贝里机场也看到了第一架定期喷气式飞机。当服务于纳什维尔的六家航空公司运送 532,790 名乘客时，机场的乘客人数首次超过 50 万人。这些翻修还包括扩建现有跑道，将 2L / 20R 延长 600 英尺（180 英尺），并于 13/31 建造一条新的侧风跑道。 1962 年，当纳什维尔公共图书馆在航站楼内开设了一个分馆时，纳什维尔成为美国第一个设有公共阅览室的市政机场.